# ベグア
ベグア（Bégoua）は中央アフリカ共和国バンギ州の区である。

## 地理
ベグアは首都の北に位置する。中央アフリカ共和国の国道1号線と国道2号線の交差する場所に位置する。

## 歴史
2021年以前はオンベラ・ムポコ州の9つのコミューンの1つであった。
2020年にバンギ州を構成する行政区の1つとなった。

## 人口
2021年の推定人口は264,067人である（Institut Centrafricain des Statistiques et des Etudes Economiques et Sociales.）。